# Rockharz Open Air
Il Rockharz Open Air è un festival musicale heavy metal che si svolge annualmente nel mese di luglio presso l'aeroporto di Ballenstedt nella Sassonia-Anhalt in Germania.

## Edizioni

### 1993
Die Abstürzenden Brieftauben, Dahammwadensalad

### 1996
Guano Apes, The Atmosfear, Hungerstrike, Wasteland, Catty Caress, Tallian Gray.

### 1997
Speak’n'Fish, MCDoors, Silent Hectic, X-Rated aus der Schweiz, Wild Thing, Silly Season, Mad Minority, Raw.

### 1998
Dark at Dawn, Hungerstrike, Mad Minority, RAW, R.I.P., The Atmosfear, The Tide, Acoustic Affair, Fuse, Ganz Schön Feist, Joker's Wildest, John Doe's Dead, Tallian Gray, The Elks.

### 1999
Chroming Rose, Donots, Gasoline MC, Harmann, King Banana, Late September Dogs, No Relief, No Sex until Marriage, Rex Dildos, Seed, Spiral Tower, Sturmschaden

### 2000
Eaten by Sheiks, Perfect, Pussy Box.

### 2001
Die Apokalyptischen Reiter, Flowing Tears, Joker’s Wildest, Re-Vision, Skyclad, Fear of the Dawn, Kissed, Silver Beatles, Zoo TV.

### 2002
Agathodaimon, Blaze Bayley, Burden of Grief, Don't, Fear of the Dawn, Gondwania, Joker's Wildwest, Overkill, Tankard, Elements of Change, Letzte Instanz, L.O.W., Meatgrinder, Merlons Lichter, Mila Mar, Schandmaul, Squeeze#6, Stratos.

### 2003
J.B.O., Annihilator, Doro, Suidakra, End of Green, ...

### 2004
Subway to Sally, Die Apokalyptischen Reiter, Majesty, Circle II Circle, Disbelief und Edge of Thorns, ...

### 2006
Atrocity, Bloodmoon, Crayfox, Crucified Barbara, Crypteria, Dew Scented, Dimple Minds, Fear of the Dawn, Gamma Ray, Gorilla Monsoon, J.B.O., Jon Oliva's Pain, Knorkator, Leave's Eyes, Letzte Instanz, Mambo Kurt, More the Head, One Man Army & The Undead Quartet, Paul Di'Anno & The Phantoms of the Opera, Stake, Subway to Sally, T-Bone, The Atmosfear, The Last Dirt, W.A.S.P., V8 Wankers, Vader, Victory.

### 2007
A.O.K., After Forever, ASP, Clawfinger, Contradiction, Crayfox, Darzamat, Die Apokalyptischen Reiter, Drone, Hatesphere, In Extremo, Kreator, Lake of Tears, Mambo Kurt, Oomph!, President Evil, Rage, Sacred Steel, Slayensemble, Squealer A.D., Suidakra, Temple of Brutality, Týr, Van Canto, W.A.S.P., Zed Yago.

### 2008
| Giovedì 17 luglio | Venerdi 18 luglio | Sabato 19 luglio |
| --- | --- | --- |
| Amon Amarth Haggard Brainstorm Eisbrecher Lacrimas Profundere Eisbrecher Saltatio Mortis Torfrock Kissin' Dynamite Torture Squad Ohrenfeindt Capriccio Hate2Lose Serum 114 | Within Temptation Sodom Crematory Neaera Týr Maroon Burden of Grief Feuerschwanz Benedictum Beloved Enemy Cast in Silence One Bullet Left | Saxon Turisas Diablo Swing Orchestra Alestorm Knorkator Atrocity Down Below Secrets of the Moon V8 Wankers Thirdmoon Damn Raw |

### 2009
| Giovedì 9 luglio                                                                                   | Venerdi 10 luglio | Sabato 11 luglio |
| -------------------------------------------------------------------------------------------------- | --- | --- |
| J.B.O. Fiddler's Green Exit Inside Erste Allgemeine Verunsicherung Element of Change Die Schroders | Schandmaul Heaven Shall Burn Moonspell Epica Unheilig Isolated Ingrimm Coppelius Trollfest Hangman's Reputation Nachtgeschrei Drone D.T.A. Cripper Heidevlok Battlelore | W.A.S.P. Tankard Dark Tranquillity Grave Digger Korpiklaani Arch Enemy Legenda Aurea Megaherz Lyfthrasyr Rough Silk Suidakra A.O.K. Age of Evil ASP Blutsbruder |

### 2010
| 8 luglio                                              |                                                                 |
| Rock Stage                                            | Dark Stage                                                      |
| Edguy Sonata Artica DevilDriver Van Canto John Tennis | Feuerengel Apo Reiter The Haunted Modestep Cast In Silence Vice |

| 9 luglio                                                               |                                                                                |
| Rock Stage                                                             | Dark Stage                                                                     |
| Kreator OOMPH! Rage Equilibrium Mono Inc. Excrementory G. Gernotshagen | Marduk Therion Vader Delain Dew-scented Undertow V8 Wankers A Death Experience |

| 10 luglio                                                                                               |                                                                                                |
| Rock Stage                                                                                              | Dark Stage                                                                                     |
| Subway to Sally Doro Ensiferum End of Green Dark Age Varg Emergency Gate Cumulo Nimbus My Inner Burning | Overkill Eisbrecher Sonic Syndicate Krypteria Disbelief Black Messiah Unzucht Dargolf Metzgore |

### 2011
| Giovedì 7 luglio                                                                 | Venerdi 8 luglio                                                                  | Sabato 9 luglio                                                                            |
| -------------------------------------------------------------------------------- | --------------------------------------------------------------------------------- | ------------------------------------------------------------------------------------------ |
| Sepultura Caliban Hypocrisy U.D.O. Saltatio Mortis Grand Magus Hail of Bullets … | Hammerfall Tarja Turisas Týr The Sorrow End of Green Feverschwanz The New Black … | Amorphis In Extremo Leizte Istanz Emil Bulls Paul Di'Anno Frei.Wild Orden Ogan Stahlmann … |

### 2012
| 7 luglio                                               |                                                                 |
| Rock Stage                                             | Dark Stage                                                      |
| Frei.Wild Stratovarius Neaera Fozzy Cripper Dreamshade | Amorphis Hypocrisy Pro-Pain Vreid The New Black Sons of Seasons |

| 8 luglio |                                                                                       |
| Rock Stage | Dark Stage                                                                            |
| Fiddler's Green Hammerfall Tarja End of Green Powerwolf We Butter The Bread With Butter The Sorrow Lay Down Rotten Vogelfrey | Eisregen Dark Tranquillity Saltatio Mortis Caliban Manegram Hackneyed Mayan Stahlmann |

| 9 luglio                                                                                                |                                                                                                |
| Rock Stage                                                                                              | Dark Stage                                                                                     |
| Long Distance Calling In Extremo J.B.O. Turisas Ektomorf Grand Magus Feuerschwanz Orden Ogan Silverlane | Haggard U.D.O. Letzte Instanz Hail of Bullets Nashville Pussy TYR Motorjesus Guns of Moropolis |

### 2013
| 10 luglio                                      |
| Devil's Wall Stage                             |
| Megaherz Dimple Minds Nachtgeschrei Volksmetal |

| 11 luglio                                                               |                                                             |
| Rock Stage                                                              | Dark Stage                                                  |
| Kreator Devin Townsend Project Unearth Ohrenfeindt Audrey Horne Toxpack | Subway to Sally Mono Inc. Vader The Resistance Grailknights |

| 12 luglio                                                                                            |                                                                                       |
| Rock Stage                                                                                           | Dark Stage                                                                            |
| Feuerschwanz Accept Eluveitie Dark Tranquillity Moonspell Arkona Grindfuckers Orden Ogan Alpha Tiger | Soulfly Iced Earth Dragonforce Alestorm Delain Melechesh Emergency Gate Furious Anger |

| 13 luglio                                                                      | |
| Rock Stage                                                                     | Dark Stage                                                                                                  |
| Fiddler's Green Avantasia J.B.O. Tankard Van Canto Mustasch Dark at Dawn Akrea | Finntroll Eisbrecher Ensiferum The Bones Dr. Living Dead Der Weg Einer Freiheit Psychopunch Schwarzer Engel |

### 2018
| Mercoledì 4 luglio | Giovedì 5 luglio | Venerdi 6 luglio | Sabato 7 luglio |
| --- | --- | --- | --- |
| In Flames Eisbrecher Schandmaul Exodus Finntroll Gloryhammer Ross The Boss Eisregen God Dethroned Grailknights Serenity Nothgard Manntra | Powerwolf Paradise Lost Cannibal Corpse Sodom Battle Beast Goitzsche Front Mr. Hurley & Die Pulveraffen Crematory Skyclad Winterstorm Obscurity Diablo Blvd. Monument | Kreator Amorphis Alestorm Equilibrium Amaranthe Avatarium Letzte Instanz Versengold Skalmöld Cellar Darling Nanowar of Steel Erdling Oni | Hammerfall Knorkator Ensiferum Die Apokalyptischen Reiter Bannkreis Primal Fear Evergrey Trollfest The Other Annisokay Ahab Walking Dead On Broadway I’ll Be Damned & Blind Channel |